# Blepharis acanthodioides
Blepharis acanthodioides là một loài thực vật có hoa trong họ Ô rô. Loài này được Klotzsch mô tả khoa học đầu tiên năm 1861.